# D-フラクション
D-フラクション（D-FractionまたはMD-Fraction）は、マイタケ（舞茸）の成分であるβ-グルカン（β1,3-グルカンやβ1,6グルカンなど）に糖と少量のタンパク質を結合させる形で処理を施したもの。
D-フラクションは免疫系を活性化することで、がんに対して効果を示すとする研究例があるが、臨床試験の妥当性に関しては他の研究者から疑問視されている。